# Dom (Gobo)
Pour les articles homonymes, voir Dom.
Dom est un village de la région de l'Extrême Nord Cameroun, département du Mayo-Danay et arrondissement de Gobo. Ce village est limité au nord par le village Gobo, à l’Est par Ouro Guimri, au Sud par Galam et à l’Ouest par Kaygue.

## Organisation humaine

### Démographie
Lors du recensement de 2005, Dom comptait 1 228 habitants  dont 553 hommes (47 %) et 675 femmes (53 %). La population de Dongo représente 2,3  % de la population de la commune de Gobo| année_pop = 2005.

### Santé
Dom ne possède aucun établissement de santé.

### Éducation
En 2017, Dom compte une école primaire construite par les populations locales. Cette école accueille 375 élèves.